# Hofstatt (Bannwald)
Das Gebiet Hofstatt ist ein mit Verordnung vom 8. November 2004 durch die Körperschaftsforstdirektion Tübingen ausgewiesener Bannwald (Schutzgebiet-Nummer 100054) bei Schöntal im Hohenlohekreis in Baden-Württemberg.

## Lage
Das Schutzgebiet befindet sich nördlich der Gemeinde Forchtenberg. Es liegt im Distrikt 6 „Klosterwald“, in den Abteilungen 27, 28, 29 und 30 im Staatswald des Forstbezirks Schöntal und umfasst das Flurstück 310/4 (z. T.) auf Gemarkung Schöntal, Gemeinde Schöntal.
Der Bannwald ist Teil des FFH-Gebiets Jagsttal bei Schöntal und Klosterwald.

## Schutzzweck
Der Schutzzweck des Bannwalds ist gemäß Schutzgebietsverordnung
- die unbeeinflusste Entwicklung der jeweiligen Waldökosysteme mit ihren Tier- und Pflanzenarten sowie Pilzen zu sichern sowie die wissenschaftliche Beobachtung der Entwicklung zu gewährleisten.
- Dies beinhaltet den Schutz der Lebensräume und -gemeinschaften, die sich im Gebiet befinden, sich im Verlauf der eigendynamischen Entwicklung der Waldbestände innerhalb der Schutzgebiete ändern oder durch die eigendynamische Entwicklung entstehen.

## Betreuung
Wissenschaftlich betreut wird der Bannwald durch die Forstliche Versuchs- und Forschungsanstalt Baden-Württemberg (BVA).